# Ringskräling
Ringskräling (Tubaria confragosa) är en svampart som först beskrevs av Elias Fries, och fick sitt nu gällande namn av Harmaja 1978. Enligt Catalogue of Life ingår Ringskräling i släktet Tubaria,  och familjen Inocybaceae, men enligt Dyntaxa är tillhörigheten istället släktet Tubaria,  och familjen Tubariaceae. Arten är reproducerande i Sverige. Inga underarter finns listade i Catalogue of Life.